# Vetaforma dusenii
Vetaforma dusenii là một loài rêu trong họ Vetaformaceae. Loài này được (Stephani) Fulford & J. Taylor mô tả khoa học đầu tiên năm 1962.